# Floyd Cramer
Floyd Cramer (ur. 27 października 1933 w Shreveport w stanie Luizjana, zm. 31 grudnia 1997 w Nashville) – amerykański pianista inspirujący się muzyką country. W 2003 został wprowadzony do Rock and Roll Hall of Fame.
Nagrywał m.in. z Jimem Reevesem, Elvisem Presleyem, Roy Orbisonem i swoim przyjacielem Chetem Atkinsem.
Najpopularniejsze nagrania: „On the Rebound”, „Last Date”, „San Antonio Rose”, „Lovesick Blues”, „Java”.